# Аббас, Махмуд (велогонщик)
Махмуд Аббас (араб. محمود عباس‎; род. 20 января 1978) — египетский велогонщик, участник летних Олимпийских игр 2000 года в групповой гонке.

## Биография
В 1998 году Махмуд Аббас выступил на чемпионате мира 1998 года в Нидерландах. Египетский велогонщик участвовал в соревнованиях в зачёте до 23 лет. По итогам гонки Аббас показал 127-й результат, отстав от победителя на 19 минут. В 1999 году занял 9-е место в генеральной классификации Тура Саудовской Аравии.
27 сентября 2000 года Махмуд Аббас принял участие в групповой шоссейной гонке, прошедшей в рамках летних Олимпийских игр. По ходу гонки Аббас, как и три других египетских велогонщика, сошёл с дистанции, завершив борьбу за медали. Также в 2000 году на счету Аббаса победа на третьем этапе Тура Турции и 40-е место в генеральной классификации Тура Словакии. В 2001 году был близок к попаданию в число призёров чемпионата Африки, однако в шоссейной гонке занял 4-е место, уступив почти 4 минуты трём представителям ЮАР. В 2004 году Аббас вновь выступил на Туре Словакии, где в итоговом зачёте показал лишь 80-й результат.

## Победы
| 2000 - Тур Турции - 1-й на этапе 3 |